# Wanted Dead or Alive
Wanted dead or alive is een nummer van de Amerikaanse rockband Bon Jovi en geschreven door Jon Bon Jovi en Richie Sambora en is afkomstig van hun derde studioalbum Slippery When Wet uit 1986. Op 2 maart 1987 werd het nummer wereldwijd uitgebracht op single.

## Achtergrond
De plaat werd een wereldwijde hit en bereikte in thuisland de Verenigde Staten de 7e positie in de Billboard Hot 100. Daarmee was het de derde single van het album dat in de Verenigde Staten een toptien notering behaalde. In Canada werd de 17e positie bereikt, in Australië de 13e, in Nieuw-Zeeland de 5e, Ierland de 6e, Duitsland de 47e en in het Verenigd Koninkrijk de 13e positie in de UK Singles Chart.
In Nederland werd de plaat in het voorjaar van 1987 veel gedraaid op Radio 3 en werd een grote radiohit in de destijds twee landelijke hitlijsten op de nationale publieke popzender. De plaat bereikte de 24e positie in de Nederlandse Top 40 en de 20e positie in de Nationale Hitparade Top 100. In de Europese hitlijst op Radio 3, de TROS Europarade, werd géén notering behaald.
In België bereikte de plaat slechts een 36e positie in de voorloper van de Vlaamse Ultratop 50. In de Vlaamse Radio 2 Top 30 en in Wallonië werd géén notering behaald.

## Hitnoteringen

### Nederlandse Top 40
| Hitnotering: 16-05-1987 t/m 06-06-1987 | Hitnotering: 16-05-1987 t/m 06-06-1987 | Hitnotering: 16-05-1987 t/m 06-06-1987 | Hitnotering: 16-05-1987 t/m 06-06-1987 | Hitnotering: 16-05-1987 t/m 06-06-1987 | Hitnotering: 16-05-1987 t/m 06-06-1987 |
| Week:                                  | 1                                      | 2                                      | 3                                      | 4                                      |                                        |
| -------------------------------------- | -------------------------------------- | -------------------------------------- | -------------------------------------- | -------------------------------------- | -------------------------------------- |
| Positie:                               | 35                                     | 27                                     | 24                                     | 26                                     | uit                                    |

### Nationale Hitparade Top 100
| Hitnotering: 02-05-1987 t/m 04-07-1987 | Hitnotering: 02-05-1987 t/m 04-07-1987 | Hitnotering: 02-05-1987 t/m 04-07-1987 | Hitnotering: 02-05-1987 t/m 04-07-1987 | Hitnotering: 02-05-1987 t/m 04-07-1987 | Hitnotering: 02-05-1987 t/m 04-07-1987 | Hitnotering: 02-05-1987 t/m 04-07-1987 | Hitnotering: 02-05-1987 t/m 04-07-1987 | Hitnotering: 02-05-1987 t/m 04-07-1987 | Hitnotering: 02-05-1987 t/m 04-07-1987 | Hitnotering: 02-05-1987 t/m 04-07-1987 | Hitnotering: 02-05-1987 t/m 04-07-1987 |
| Week:                                  | 1                                      | 2                                      | 3                                      | 4                                      | 5                                      | 6                                      | 7                                      | 8                                      | 9                                      | 10                                     |                                        |
| -------------------------------------- | -------------------------------------- | -------------------------------------- | -------------------------------------- | -------------------------------------- | -------------------------------------- | -------------------------------------- | -------------------------------------- | -------------------------------------- | -------------------------------------- | -------------------------------------- | -------------------------------------- |
| Positie:                               | 46                                     | 30                                     | 20                                     | 20                                     | 21                                     | 31                                     | 38                                     | 53                                     | 75                                     | 83                                     | uit                                    |

### NPO Radio 2 Top 2000
| Nummer met noteringen in de NPO Radio 2 Top 2000 | '09  | '10  | '11 | '12 | '13 | '14 | '15 | '16 | '17 | '18 | '19  | '20  | '21  | '22  | '23  | '24  |
| ------------------------------------------------ | ---- | ---- | --- | --- | --- | --- | --- | --- | --- | --- | ---- | ---- | ---- | ---- | ---- | ---- |
| Wanted Dead or Alive                             | 1016 | 1016 | 992 | 774 | 818 | 960 | 921 | 916 | 988 | 989 | 1117 | 1143 | 1078 | 1185 | 1282 | 1254 |

1. ↑  Een vetgedrukt getal geeft de hoogste notering aan.
2. ↑  2009 was het eerste jaar met een notering voor dit nummer.

## liveversie
In mei 2001 bracht Bon Jovi een livealbum uit genaamd One wild night live 1985–2001. Hierop staat de live uitvoering van Wanted dead or alive welke in 2001 op single werd uitgebracht. De liveversie bereikte in Nederland destijds de 26ste positie in de Mega Top 100 op Radio 3FM. De Nederlandse Top 40 op Radio 538 werd niet bereikt, de single bleef op een tweede plaats in de Tipparade steken.
In België behaalde de liveversie een 36e positie in de Vlaamse Ultratop 50. In de Vlaamse Radio 2 Top 30 werd géén notering behaald.

## Hitnotering

### Mega Top 100
| Hitnotering: 11-08-2001 t/m 22-09-2001 | Hitnotering: 11-08-2001 t/m 22-09-2001 | Hitnotering: 11-08-2001 t/m 22-09-2001 | Hitnotering: 11-08-2001 t/m 22-09-2001 | Hitnotering: 11-08-2001 t/m 22-09-2001 | Hitnotering: 11-08-2001 t/m 22-09-2001 | Hitnotering: 11-08-2001 t/m 22-09-2001 | Hitnotering: 11-08-2001 t/m 22-09-2001 | Hitnotering: 11-08-2001 t/m 22-09-2001 |
| Week:                                  | 1                                      | 2                                      | 3                                      | 4                                      | 5                                      | 6                                      | 7                                      |                                        |
| -------------------------------------- | -------------------------------------- | -------------------------------------- | -------------------------------------- | -------------------------------------- | -------------------------------------- | -------------------------------------- | -------------------------------------- | -------------------------------------- |
| Positie:                               | 29                                     | 26                                     | 35                                     | 53                                     | 64                                     | 74                                     | 81                                     | uit                                    |